# Dazz Band
Dazz Band var ett amerikanskt funkband som hade sina största framgångar under 80-talet. Namnet Dazz Band är ett teleskopord som består av en blandning av orden danceable jazz. Gruppens skivor utgavs till största delen på skivmärket Motown, men även märken såsom Geffen Records och RCA Records.

## 70-tal
Det som senare skulle bli Dazz Band bildades av två andra grupper - Bell Telefunk och Mother Braintree i Cleveland, Ohio 1976. Gruppen kallade sig då för Kinsman Dazz, där Kinsman var både ett gatunamn och namnet på det etablissemang (Sonny Jones' Kinsman Grill Lounge) där de spelade. 1978 skrev gruppen kontrakt med 20th Century Records och reste till Los Angeles, Kalifornien för att spela in en skiva med producenten Marvin Gaye. Gaye drabbades emellertid sjukdom och var tvungen att dra sig ur engagemanget. Bobby Harris efterfrågade då Philip Bailey, sångaren i Earth, Wind & Fire, som producent. Med denna uppsättning producerades gruppens första skiva, Kinsman Dazz. Deras andra album, Dazz, arrangerades sångmässigt till stor del av Bailey.

## 80-tal
Samtidigt som bandet bytte namn till Dazz Band stängdes 20th Century Records och kontrakt skrevs då istället med Motown Records. De producerade själva sitt första Motown-album, Invitation to Love, 1980. Detta album innehöll låtarna Shake it Up och titelspåret Invitation to Love - två spår som kom att ges ut som singlar.
Efter gruppens andra skiva, Let the Music Play, och dessa småskaliga hit Knock! Knock! kom det verkliga genombrottet i och med skivan Keep it Live och spåret Whip it! som nådde förstaplatsen på R&B-listorna och vann en Grammy.
Andra större hits under 80-talet innefattar Joystick från albumet med samma namn, släppt 1983, och Let it All Blow från albumet Jukebox 84, släppt 1984.

## 90-tal
Gruppen återvände till studion i mitten på 90-talet då funk och R&B igen verkade bli populärt, både i USA och övriga världen.

## Diskografi
- 1980 – Invitation to Love
- 1981 – Let the Music Play
- 1982 – Keep It Live
- 1983 – Joystick
- 1983 – On the One
- 1984 – Jukebox 84
- 1984 – Greatest Hits
- 1985 – Hot Spot
- 1986 – Wild & Free
- 1988 – Rock the Room
- 1996 – Under the Streetlights
- 1997 – Double Exposure
- 1998 – Here We Go Again)
- 2001 – Time Traveler